# 欧布达大学
欧布达大学 (匈牙利語：Óbudai Egyetem)，是匈牙利的一所理工类大学，位于布达佩斯的欧布达区。

## 沿革
成立于2000年，当时称作布达佩斯理工大学（英语：Budapest Tech；），合并了三所理工学院(Bánki Donát Technical College, Kandó Kálmán Technical College, Light Industry Technical College)。大学有超过15,000学生，是匈牙利最大的理工类大学之一。2010年1月1日，升格为大学，改名为欧布达大学。

## 院系
与原三所理工学院合并后，大学有以下学院：
- Alba Regia技术学院 (位于塞克什白堡)
- Donát Bánki机械与安全工程学院
- Kálmán Kandó电气工程学院
- Keleti Károly商业与管理学院
- John von Neumann信息学院
- Rejtő Sándor轻工业与环境工程学院
- Ybl Miklós建筑与土木工程学院[3]

## 博士生院
- 应用信息学和应用数学博士生院
- 安全与安保科学博士生院
- 材料科学与技术博士生院